# ویرویتیتسا
ویرُویتیتسا (به کرواتی: Virovitica) شهری در شهرستان ویروویتیتسا-پودراوینا کشور کرواسی است که جمعیت آن در سال ۲۰۱۱ میلادی ۲۲٬۸۱۵ نفر بوده‌است.